# 設楽洋

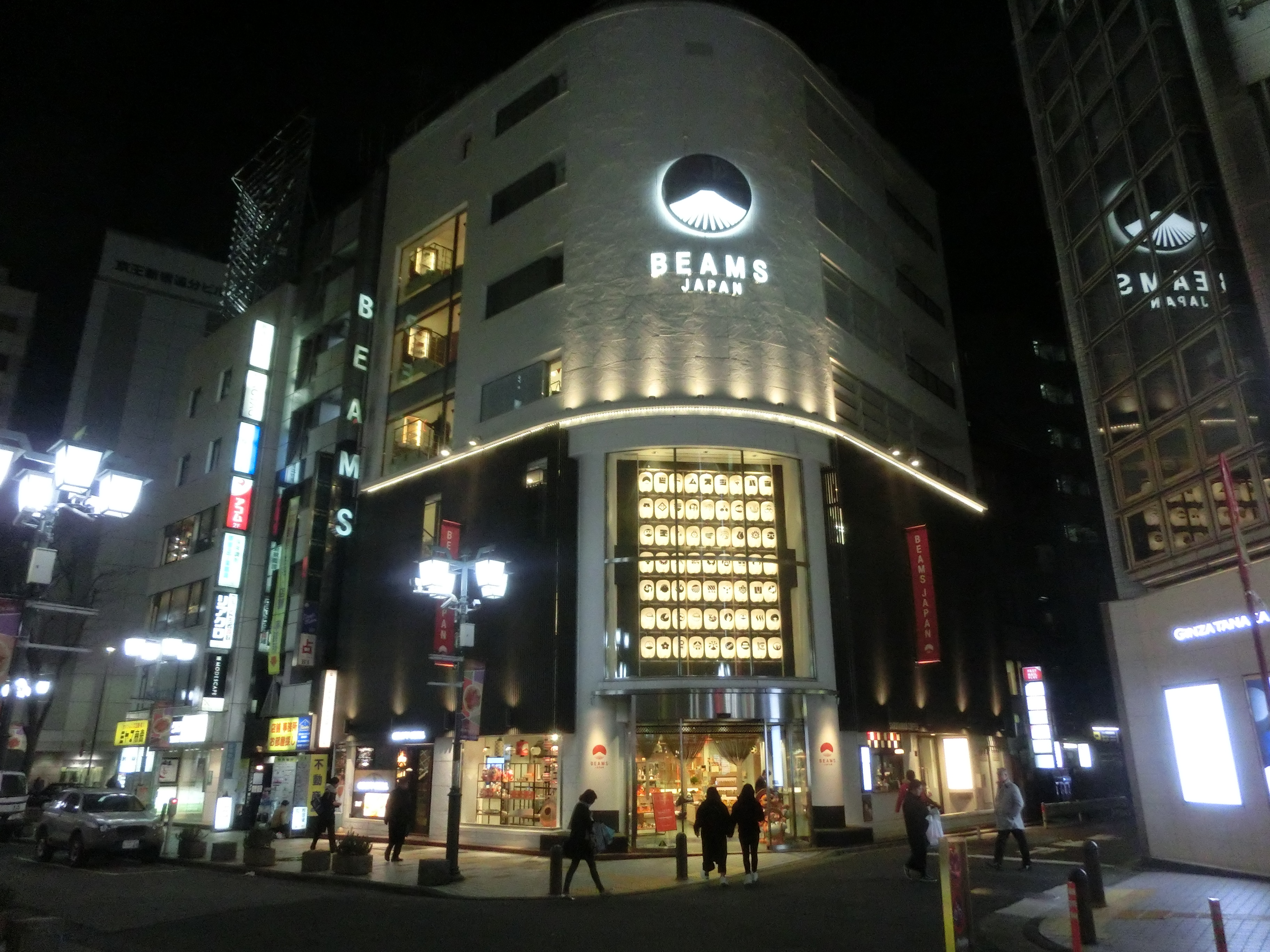
新宿ビームス（2017年撮影）

設楽 洋（したら よう、1951年4月13日 - ）は、日本の実業家。株式会社ビームス、株式会社ビームス クリエイティブの代表取締役。『第50回ベストドレッサー賞』受賞。タレントでファッションモデルである三浦りさ子（旧姓：設楽りさ子）の叔父。東京都新宿区生まれ。 慶應義塾大学経済学部卒業。愛称はタラちゃん。

## 経歴
1951年（昭和26年）東京都新宿区にてダンボール工場を営んでいた父・設楽悦三と母・設楽恭子の間に生まれる。太平洋のようにおおらかで、元気な子に育ってほしいという想いから「洋」と名付けられた。ビームスの副社長である遠藤恵司は小学校から大学生までの同級生。遠藤は「中学1年のときにコーラスグループを結成、以来バンドを組み、設楽は目立ちたがり屋で人を楽しませるのが好きな青年だった」と回顧する。設楽はボーカルとギター、遠藤はバンジョー担当だった。
新宿生まれだったことから何でも興味津々な少年時代だった。小・中学校の頃は、夜に家を抜け出して歌舞伎町の街を見に行くような子どもで、混沌とした文化の現場を見たいという興味が強かった。何が時代を動かしているのかを観察し、時代が変わる現場に立ち会うことが好きで、行きたい場所に行く、会いたい人に会うことに関しては貪欲だった。思春期を過ごした60年代後半から70年代前半は若者がアメリカのモダンなライフスタイルに憧れた時代で、ドルが360円の時代にアメリカに憧れて、どうにかアメリカの雰囲気を味わうために、米軍キャンプに忍び込む方法を考えたり、どんなに有名人でも、高校時代の友人とはご飯を食べに行くだろうと考えて、その友人と友達になれば会えるかもしれないとか考えたりした。大学時代は湘南や横須賀のベースキャンプで遊んでいてアメリカの生活を目の当たりにしていた。そんな学生時代からの憧れを形がビームスの原型ととなる。
もともとアーティストやミュージシャンといった一芸に秀でたクリエーションに関わる人々に強い憧れがあった。設楽もそうなりたいと思っていて実際に絵や音楽、スポーツなど器用に何でもできるタイプだった。しかしトップの人にはかなわないと考えて、プロの人を集めて何かを生み出すプロデューサーも一種のクリエイターだと考えて広告の世界に入ろうと思った。
電通に入社。販促の企画・運営を手掛けるなか、設楽の父が経営する家業（段ボールなど輸送用パッケージの製造会社）がオイルショックの影響を受けて悪化。父親と話し合った結果、多角化の一つとして小売りビジネスに目をつけた。まずはメンズの服のみで始めた。自分が欲しいものと思うものを売ってみた。商品のコンセプトは「UCLAの学生の部屋」。当時のショップ名「アメリカンライフショップビームス」という意味のまま服だけでなくアメリカのライフスタイルを伝えたかった。黎明期の原宿で6.5坪という小さな店ではじめ「ライフショップ」という切り口が珍しがられ多くの人が集まった。さらに広告代理店時代から付き合いのあったマガジンハウス（当時は平凡出版）のメンズ雑誌『ポパイ』の編集者と頻繁に流行の情報を交換。ボームスと『ポパイ』はほぼ同時に世の中に登場したこともあって、第一号の「カルフォルニア特集」にビームスの紹介記事が掲載されている。その結果ビームスに行けば尖った商品がいつもある、旬の情報を発信しているとイメージ訴求する形となった。
ちなみに1号店の名前は、父親が営む段ボール会社「新光株式会社」の一文字「光」をとって「ビームス」と名付けた。

## 略歴
- 1951年（昭和26年） - 東京都新宿区生まれ
- 1964年（昭和39年） - 東京教育大学附属小学校（現・筑波大学附属小学校）卒業
- 1967年（昭和42年） - 東京教育大学附属中学校（現・筑波大学附属中学校）卒業
- 1970年（昭和45年） - 東京教育大学附属高等学校（現・筑波大学附属高等学校）卒業
- 1975年（昭和50年） - 慶應義塾大学経済学部卒業
- 1975年（昭和50年） - 電通入社。SP(セールスプロモーション)局にてプロモーションディレクター、イベントプロデューサーとして活躍。広告電通SP賞、イベントプロデュース賞受賞[7]
- 1976年（昭和51年） - 父・設楽悦三の立ち上げた「BEAMS」設立に参加、原宿で「AMERICAN LIFE SHOP BEAMS」を6.5坪のショップとしてオープン
- 1982年（昭和57年）2月 - 株式会社ビームス設立
- 1983年（昭和58年） - 電通退社、ビームス、新光株式会社専務取締役就任
- 1987年（昭和62年）5月 - ビームスクリエイティブ設立
- 1988年（昭和63年） - ビームス、新光、ビームスクリエイティブ代表取締役社長就任
- 1993年（平成5年） - 初の大型店BEAMS TOKYO（ビームス東京・120坪）を渋谷に開店
- 1997年（平成9年） - ニューヨークADC賞金賞
- 1998年（平成10年）3月 - BEAMS JAPAN(新宿)を新宿3丁目に開店
- 2002年（平成14年）9月 - 丸ビルにビームスハウス出店
- 2004年（平成16年） - デザイン・エクセレント・カンパニー賞受賞
- 2005年（平成17年）5月 - 海外初出店となるブランド「ビームスボーイ」の路面店を香港にオープン
- 2021年（令和3年） - 『第50回ベストドレッサー賞』政治経済部門を受賞[8]

## 人物
- あだ名はタラちゃんで、誰に対しても同じ態度で接することを心がけている。決して威張らないが、かと言ってヘコヘコもしない。社長でありながらも周囲に「ボス」か「タラちゃん」と呼ばせる。社長室もあえてフロアの一番手前に作って来客の顔がすぐに見え、社員が入りやすいようにドアはいつも開けている。年上の人には生意気だなと怒られた経験もあるが、長く付き合うには自分らしい態度を続けることで分かってもらえる。そっちの方がかわいがられるし得だと思っている[2]。
- 少年時代より長嶋茂雄に深く傾倒しており、自身にとって長嶋は『神であり、太陽である』とその存在を力説している。長嶋が2004年に脳梗塞に倒れる前、最後のゴルフとなった時に設楽はそのパートナーを務めた。その時に長嶋から『強運』『プレッシャーを楽しめ』と認められた色紙を頂戴し、自らの宝としていると云う[9]。
- 姪はファッションモデルの三浦りさ子[10][11]。姪の夫はプロサッカー選手の三浦知良[12][13]、その兄はサッカー指導者の三浦泰年、姪の長男は俳優の三浦獠太、姪の次男はプロ格闘家でRIZINファイターの三浦孝太[14]。
- 高校時代はバンド全盛で仲間とフォークバンドを組んでいた。本当はエレキのバンドをやりたかったが金がなかった。髪をアイビーカットにして、ロンドンストライプのボタンダウンに裾幅17.5cmに絞ったコットンパンツとコインローファーを合わせるのが定番だった[15]。
- 浪人時代はウッドストックがあり、影響され髪を伸ばした。ベルボトムにロンドンブーツ、親指以外に指輪を全指にはめた[15]。
- 大学に入ったらヒゲを生やし初めてサーファーになった[15]。
- 生来のミーハー体質。大学を卒業してCMプランナーを夢みて広告代理店を志望したものの一つに仕事を絞り込むことができなかった[16]。
- 電通に働きながら副業をした設楽は当時、局長に呼ばれ「お前、ビームスとかいう店をやってるだろう？ ウチは副業禁止だぞ」って問い詰められた。そこで設楽は「副業とはそっちからも収入を得ることです。僕はお金を注ぎ込んでるだけなんだから、これは趣味でしょ」と言い逃れたという。それから7〜8年、サラリーマンと「ビームス」の二足のわらじを履いた[17]。
- 電通を辞めてビームスに参画しようと決意した理由は2つ。父が結核で2度倒れたことと、代理店では味わえない「モノを売る手応えのある仕事」に関わりたいと思ったこと[18]。
- 既婚者であり、2020年には娘の結婚式に参加した[19]。
- 「第50回ベストドレッサー賞」の授賞式でベストドレッサー賞を受賞した設楽は「僕らの時代のファッションはVANとコカ・コーラが教えてくれた。ビームスは今年45年を迎えたが、40年目までは世界のいいものを紹介してきたが、これからは日本のいいものを世界に伝えたい」と思いをはせた[20]。

## 仕事術
- 「20～30代に伝えたいメッセージは？」と取材で聞かれ、「自分の目で見ろ、会いに行け、世界を体験しろ」と答えている。設楽が20代のころは、モノと情報がないために飢えていた。胸がキュンとする瞬間は自分が情報を欲している周りにあることが多い。人に話を聞き、いろんな場所を駆けずり回って、そこで得た情報を自分でつなげる作業が大切。一つの答え以外に知らなかったことを得ることはデータでは知ることのできない生身の自分が感じた体温があり、手触りのある情報が待っている[2]。
- 「どんな若者と仕事をしたいか？」と取材で聞かれ、「能天気でもいいからプラス思考な人間がいい」と答えている。新卒採用の面接に参加する時は最後に必ず、「今までの人生で自分は強運だと思いますか」と聞いている。周りから見てそうでもないけど本人がそう思うようなプラス思考な人の方がきっといろんなことを切り開いていくと思っている。設楽の若い時代、家で寝っ転がって友達と一緒にテレビを見ながら、「俺この人に会いたい」って言っているような能天気な性格だったから[2]。
- ビームスが長く続く秘訣について聞かれて「ファッションとは川のように流れているものと、底の方に沈殿しているものがライフスタイル。その両方をウチはやっている」と答えている[21]。
- 「日本一もうかる会社になるよりも、日本一周りを笑顔にする会社になりたい」と思っている。上場しないんですか？と聞かれることは多いが、設楽がいるうちはしない。上場すると止めなければいけないことがいっぱいある。社員たちに「努力は夢中に勝てない」と伝える。自分が夢中になって楽しんでいることは人にも伝わし、右に行った方が儲かるが、左に行った方が楽しいと言われたら左を選ぶ。それが設楽洋だしビームスそのものだとインタビューで答えている[2]。
- カルフォルニア州・ロサンゼルスを『第二の故郷』を呼んでいる。日本テレビの『アナザースカイ』に出演のとき現地まで足を運び、お勧めのお店を紹介。次第にロサンゼルスいた頃の自分を思い出し「仲間になりたい」「そのコミュニティに入りたい」という気持ちこそが「セレクト（ショップ）」ということの原点だと気づいたと話す。「買い物っていうのは、物を手に入れるだけでなく、その先にある幸せをも手に入れる行為。だからこれからもホッコリ幸せな気分を味わえるそんな商品をセレクトし続けたい。仕事ですからね、趣味でやってるわけじゃないからキツイこととか、辛いことはありますよ。だけど大好きなことをやってるので・・、努力は夢中に勝てないと思いますね」と感極まった[22]。
- 設楽のポリシーとして「決して威張らず、ヘコヘコもしない。そんな人をカッコいいなと思います」とインタビュー取材で話している。上の人に対しても下の人に対しても同じような態度で臨むという[17]。
- 設楽は「いいオトコの三原則」として“熱い・強い・守る”の3つの要素を兼ね備えたオトコとインタビュー取材で話す。「ビームス」のコンセプトである“ハッピーライフソリューションカンパニー”にも通じるという[17]。
- 何度もピンチを背負ったビームスに設楽は幾度も「ピンチはチャンスではなく、ピンチはクイズだ！」と思うようにしているという。プラス思考の設楽でもさすがに落ち込んだ時にチャンスだと思えない。だから発想を変えてみてクイズと思うようにした。これこそプラス思考だと[23]。
- 気が短く熱くなりやすい性格を抑えるために「1分間瞑想」を取り入れている。特に大学時代、湘南でアルバイトした海の家で聞いた閉店ソング『君に捧げるサンバ』（サンタナ）を思い返すと至福な気持ちになるという[24]。
- 気持ちを切り替えるとき「Do my best」を短くした「ドゥマベ」という言葉を大きな声で唱えるようにしている[24]。

## 著書
- 『T-Shirt Factory』（ビー・エヌ・エヌ新社、2007年1月24日）　ISBN 978-4861004452

## 出演

### テレビ
日本テレビ
- 『アナザースカイ』[22]
- 『心ゆさぶれ！先輩ROCK YOU』[25]
- 『人生が変わる1分間の深イイ話』[25]
- 『82歳、長嶋茂雄の今』[25]
- 『はじめまして!一番遠い親戚さん』[25]

TBSテレビ
- 『A-Studio』[25]
- 『ふるさとの未来』[25]

フジテレビ
- 『ノンストップ！』[25]
- 『私の働き方〜乃木坂46のダブルワーク体験!〜』[25]
- 『FNN Live News α』[26]

テレビ東京
- 『戦士の逸品』[25]
- 『緊急SOS!池の水ぜんぶ抜く大作戦』[25]
- 『FOOT×BRAIN』[25]
- 『日経スペシャル カンブリア宮殿』 社員一人一人をスターに！ 危機を突破する「面白集団」（2022年6月16日、テレビ東京）- ビームス社長として出演[25][27]。

AbemaTV
- 『偉大なる創業バカ一代』[28]

YouTube
- ラファエルコラボ番組[29]
- ヒカルコラボ番組[30]

### 雑誌
- 『プレジデント』（プレジデント社） - 最高な瞑想「短気な私がリラックスを与える存在に」[31]

## 受賞歴
- 第50回 ベストドレッサー賞 政治・経済部門[32]

## 外部サイト
- 設楽洋 (@TARAcyan3) - X（旧Twitter）
- 設楽洋 (@taracyan3) - Instagram
- 設楽洋 (yo.shitara.1) - Facebook
- THE SHINJUKU インタビュー この人の新宿